# NGC 7
NGC 7은 조각가자리 방향에 있는 막대나선은하이다. 1834년 영국의 천문학자, 존 허셜이 약 47.4 cm의 반사 망원경을 사용해 발견했다.